# Berengário I de Narbona
Berengário I de Narbona (c. 995 - 1067) foi um visconde de origem carolíngia que governou o viscondado de Narbona entre 1019 e 1023 ou 1066. O seu governo foi antecedido pelo de Raimundo I e foi seguido pelo de Raimundo II. 

## Relações familiares[1]
Foi filho de Raimundo I de Narbona conde de Narbona e de Ricarda de Rodez, filha de Hugo de Rouergue, barão de Gramat e de Ermetrude de Saint-Pierre. Casou com Garsenda de Besalú filha de Bernardo I Tallaferro, conde de Besalú e de Toda da Provença, de quem teve:
1. Rixende de Narbona, (-após 1070) casada com Ricardo II de Millau  (1000 - 1051),
2. Raimundo II de Narbona, visconde de Narbona, Senhor de Alest casado com Gerberga de Lavedan,
3. Bernardo de Narbona, (- antes de 1077)Visconde de Narbona casado com Feqparece de Cerdania;
4. Pedro de Narbona, (-1089) Arcebispo de Narbona;